# El libro vaquero
El libro vaquero es una historieta mexicana ambientada en el lejano Oeste de finales del siglo XIX que se publica desde 1978 en la Ciudad de México. Originalmente fue publicada por Novedades Editores y, actualmente, por Hevi Editores.
El Libro Vaquero es parte de la cultura editorial mexicana. Las portadas, trazos a lápiz/tinta y caligrafía siguen siendo hechas en forma artesanal (a mano). El color de interiores es realizado digitalmente.
Adicionalmente publica ediciones en colaboración con autores reconocidos, como el «La Ley y El Opio», escrito por Jordi Soler  o «un Capitán Cimarrón», de Yuri Herrera. 
En 2012 comenzó una serie de exposiciones internacionales de sus portadas como The Good The Bad and The Sexy. En 2014 realizó el arte para el disco del grupo de rock mexicano Moderatto. En 2015 la revista de negocios Expansión dedicó varias páginas para destacar la renovación de la marca.

## Historia
El Libro Vaquero salió a la venta el 23 de noviembre de 1978, siendo la primera historieta mexicana con formato de bolsillo (13x15.5 cm), con 128 páginas interiores más forros. El título del primer ejemplar fue «Racimo de Horca», el argumento estuvo a cargo del «Capitán» Mario de la Torre Barrón, con el pseudónimo de «Jack Burton»; la portada fue obra de Raúl Vieyra Flores; las ilustraciones de las páginas y la letra fueron realizados manualmente.
En 1986, El Libro Vaquero llegó a imprimir más de millón y medio de ejemplares semanales. El primer número con que la publicación llegó a esta cifra fue el titulado «Luz Brillante», original de Terry Michelson y dibujo de Francisco Ortega. 
A lo largo de su historia distintas editoriales intentaron competir con El Libro Vaquero y emular su éxito al mostrar imágenes explícitas, por lo que existe el mito de que El Libro Vaquero es una novela erótica, pues a los libros y revistas con formato de bolsillo son conocidos erróneamente como «libros vaqueros».

## Características principales
La característica principal de El Libro Vaquero es el elemento romántico y erótico de sus historietas. A diferencia de las series Revolver a la orden, Bate Matterson, Hopalong Cassidy, y otras como El Llanero Solitario que circularon impresas en México y que incluso fueron producidas para la televisión, El Libro Vaquero siempre ha puesto a la mujer en el centro de cada libreto, convirtiendo a los fríos cowboys, en románticos vaqueros que siempre están dispuestos a morir por el honor de su dama.
De acuerdo a la editorial HEVI, que actualmente publica la historieta: «Además del elemento amoroso, El Libro Vaquero ha permanecido fiel a su tratamiento de las tribus nativas norteamericanas, a las cuales siempre ha retratado con respeto, generalmente resaltando su respeto por la naturaleza y otros valores fundamentales como la paz y la tolerancia.»

## Colaboradores

### Escritores
Algunos de los escritores que han colaborado en El Libro Vaquero son: «Jack Burton» (Mario de la Torre Barrón), «Conrado Tower» Conrado de la Torre, «Ray Mac Millan» Manuel Tamez Herrera, «Billy Flyn» Guillermo González Guerrero, «Chimal» José Guadalupe Jiménez Chimal, Javier Vargas Ortega «Arthur Fabill», Arturo Fabila Modragón y «Peter Donovan» Rubén Pizano Diez.

### Dibujantes y letristas
Algunos de los dibujantes interioristas y letristas que han participado en la realización de la historieta son: «Pegaso» Rodolfo Pérez García, Joaquín López Acosta, Manuel Salinas Gómez, Alberto Maldonado, Zenaido Velázquez Fuentes, Eduardo Ferrer, Francisco Javier Ortega Munguía, Víctor Froilan Pérez Díaz, Juan Rolando Roncagliolo Berger, Alfredo E. Macal Domínguez, Alma Aurora Morelos Olivares, Gerardo Nieto Manzano, Juan Alfredo Vega Sánchez, J. Santos Lupercio López, Martín Ocampo Ocampo, Jorge Torres ,Marcos Castro Flores y Roberto Estrada Balderas
Las portadas de El Libro Vaquero ha sido realizadas por Raúl Vieyra Flores, Roberto Andrade, Javier A. Díaz Benítez, «Pegaso» Rodolfo Pérez García y Jorge Aviña Ávila.

## Exposición
Recientemente el arte de esta historieta fue motivo de la exhibición The Good, The Bad and The Sexy: A Tale of The West by El Libro Vaquero que se presentó del 22 de junio al 31 de julio de 2012 en la galería praguense Divus Prager Kabarett.